# Agrupación Campesina Armada
La Agrupación Campesina Armada (abreviada ACA) es un grupo terrorista de ultraizquierda con actividad criminal en Paraguay, formada en 2014 como una facción escindida de la organización paramilitar Ejército del Pueblo Paraguayo (EPP).
Liderado por los hermanos Albino y Alfredo Jara Larrea, la ACA empezó a declinar casi inmediatamente después de su fundación como resultado de repetidas redadas y arrestos por las fuerzas de seguridad paraguayas. Después de la muerte de la mayoría de sus miembros y dirigentes en 2016, el grupo desapareció. Sin embargo fue refundada en 2017 por dos hermanas de los Jara Larrea y un exmiembro del «Ejército de Mariscal López» (EML), otro grupo insurgente.

## Historia

### Fundación y operaciones bajo el mando del los hermanos Jara Larrea
La formación de la ACA fue el resultado de la disensión entre el EPP. Una de las columnas del grupo rebelde, encabezada por los hermanos Jara Larrea, había albergado resentimiento durante mucho tiempo hacia el liderazgo central del EPP, presuntamente porque los hermanos habían sido reprendidos por su indisciplina, incluyendo borracheras, fiestas, saqueos y seducción de mujeres. Después de que la facción de Larrea recibiera un rescate de más de un millón guaraníes (más de 230 000 dólares) en junio de 2014 por el secuestro de un empresario de Yby Yaú, el grupo tuvo fondos suficientes para independizarse. En septiembre de 2014 los hermanos Larrea y sus seguidores se separaron totalmente del EPP y formaron la Agrupación Campesina Armada; el grupo inicialmente tenía alrededor de trece miembros.
Según el gobierno, la ACA se inspiró en las FARC colombianas y quería involucrarse en el tráfico ilegal de drogas en Paraguay a través de impuestos o extorsión a los cultivadores de marihuana; un experto de InSight Crime consideró probable esta suposición, ya que se sabía que un miembro de la ACA, Rubén Darío López Fernández, tenía estrechos vínculos con el Primer Grupo Catarinense (PGC), un grupo criminal brasileño. 
Sin embargo, poco después de la fundación de la ACA, el grupo fue atacado por las fuerzas de seguridad paraguayas en el transcurso de varias redadas entre el 19 y el 21 de septiembre, en las que murieron alrededor de cinco combatientes de la ACA. Habiendo perdido así alrededor de un tercio de su fuerza, incluido el "luchador clave" Marcos Ojeda, ACA ya estaba seriamente debilitada justo después de su concepción. Este rápido debilitamiento sugirió que ACA carecía del "nivel de profesionalismo" y el apoyo civil del que disfrutaba el EPP. El declive de ACA continuó después, y ya el 5 de enero de 2015 la Fuerza de Tarea Conjunta logró acorralar al grupo al este de Concepción. En el curso del siguiente tiroteo, Albino Jara Larrea murió y varios otros militantes resultaron heridos, lo que redujo aún más la fuerza de combate de ACA. En un intento por reponer su número, la ACA reclutó a niños soldado; también hubo relatos de que algunas niñas soldado se casaron con combatientes mayores de la ACA.
A mediados del 2014 las autoridades denunciaron que el grupo reclutaba menores de edad, confirmado después de un enfrentamiento en el que cuatro guerrilleros murieron y se halló la evidencia de un militante que contaba con 15 años al momento del enfrentamiento.
Después de la muerte de Albino, su hermano Alfredo se convirtió en el nuevo líder del grupo. Bajo su mando, la ACA aparentemente comenzó a trabajar en estrecha colaboración con el EPP, lo que llevó a los expertos a considerar la posibilidad de que la ACA, debilitada por sus muchas pérdidas, pudiera reincorporarse plenamente al EPP. Sin embargo, al final, la ACA se mantuvo oficialmente independiente. Finalmente, el grupo logró secuestrar al sargento de policía Idilio Morínigo y al colono menonita Abraham Fehr para retenerlos y pedir un rescate, pero su desaparición continuó. El 9 de septiembre, las fuerzas de seguridad capturaron al presunto jefe de logística de la facción, Daniel Rivarola Areco, y en noviembre de 2015 la Fuerza de Tarea Conjunta lanzó una redada devastadora contra la sede de ACA en la frontera de los departamentos de Concepción y Amambay. En el curso de esta operación, que luego fue caracterizada por el ministro del Interior, Francisco de Vargas, como "la más exitosa" hasta la fecha durante la campaña de contrainsurgencia paraguaya, la mayor parte de los líderes de ACA fueron asesinados: Alfredo Jara Larrea, segundo al mando Mariano López, Velázquez (alias "Fredi Romero") y el tercero al mando, Ovelar González (alias "Beto Giménez").

### Declive y reinicio

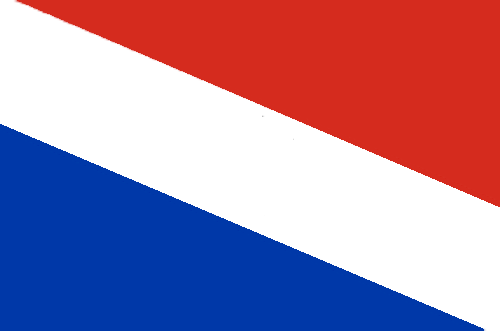
Una de las banderas alternativas utilizadas por el grupo.

En este punto, ACA ya casi había dejado de existir, pero los remanentes del grupo permanecieron activos. El 17 de mayo de 2016, el nuevo comandante de la ACA, Idilio Morínigo, fue asesinado por fuerzas gubernamentales, lo que provocó una disputa entre sus seguidores supervivientes, quienes no pudieron ponerse de acuerdo sobre cómo compartir los 260-300 millones de guaraníes que Morínigo tenía en su poder  cuando murió. Como resultado, un combatiente de la ACA mató a tiros a uno de sus compañeros y huyó con todo el dinero.
En diciembre de 2016 cuatro militantes de la ACA irrumpieron en la hacienda Silva Smith en el departamento de Concepción y tomaron como rehenes a la familia y sus empleados, exigiendo 300 millones de guaraníes para su liberación. Sin embargo, finalmente los combatientes de la ACA se pusieron nerviosos por un posible ataque de la Fuerza de Tarea Conjunta, liberaron a los rehenes y se fueron sin más violencia. En marzo de 2017 las fuerzas de seguridad paraguayas detuvieron a varios hombres y mujeres, incluidos familiares de los fallecidos hermanos Jara Larrea, presuntamente vinculados a la ACA o al EPP. A fines de mayo las fuerzas gubernamentales arrestaron a un hombre que se creía que era uno de los secuestradores del diciembre anterior.
El 22 de julio de 2017 dos primos de Albino y Alfredo Jara Larrea, Rodrigo y J. Argüello Larrea, desaparecieron en el departamento de Concepción. Mientras la policía investigaba el área donde habían sido vistos por última vez, encontraron rastros de un campamento de militantes, lo que sugiere que los dos habían sido secuestrados. Pocos días antes de este incidente, el grupo de autodefensa paramilitar "Justicieros de la Frontera" había secuestrado a la cuñada de Alejandro Ramos, otro líder rebelde de izquierda.
En algún momento antes de octubre de 2017, la Agrupación Campesina Armada fue refundada por Feliciano Bernal Maíz, militante de izquierda que había sido expulsado por el grupo insurgente "Ejército del Mariscal López" y dos hermanas de Albino y Alfredo Jara Larrea, Zulma y Emiliana Jara Larrea. La primera acción conocida de la nueva Agrupación Campesina Armada fue un allanamiento en el rancho "La Novia" el 10 de octubre de 2017. Los miembros del grupo, de número desconocido, operan como insurgentes a tiempo parcial, robando y extorsionando granjas en allanamientos periódicos y luego regresando a la vida civil.
El 21 de abril, hombres armados atacaron una granja dejando dos camiones, dos tractores y un equipo de arado totalmente destruidos y quemados. Días después la Agrupación Campesina Armada se atribuyó la responsabilidad del ataque y amenazó con más ataques en el futuro en un video publicado en línea el 7 de mayo. Días después un tiroteo entre rebeldes y fuerzas de seguridad dejó a un militante asesinado en la zona de Alemán Cué, calle 8 en el área de Horqueta, departamento de Concepción. La militante fue identificada como Zulma Jara Larrea, hermana de Albino y Alfredo Jara Larrea, miembros fallecidos de la ACA.